# Borgo San Lorenzo (via)
Borgo San Lorenzo è una strada di Firenze, situata tra piazza San Giovanni e piazza San Lorenzo.

## Storia e descrizione
Il nome della strada è antico, attestato almeno dal 1117 e immutato nel corso dei secoli, e si riferisce al fatto che conduce dalla città antica alla basilica di San Lorenzo, una delle chiese più vecchie della città. Il termine "borgo" a Firenze indicava quegli assi viari dal carattere mercantile e quasi popolaresco che stavano subito fuori dalle porte cittadine, in questo caso la Porta del Vescovo, antica Porta Pretoria nella cinta romana. La strada venne inglobata nella città al tempo dell'ampliamento delle mura, contemporaneo a Dante Alighieri, con lo spostamento della porta cittadina all'altezza dell'attuale via Ginori (Porta San Lorenzo). 
Tuttavia va notato che lo sbocco dell'attuale via era originariamente limitato alla stretta "via dell'Arcivescovo", una via secondaria che separava i due corpi di fabbrica del palazzo Vescovile, uniti da cavalcavia, e che solo nell'Ottocento, con la demolizione del più avanzato di questi corpi di fabbrica, la strada ebbe lo sbocco nell'attuale, ariosa, piazza San Giovanni. 

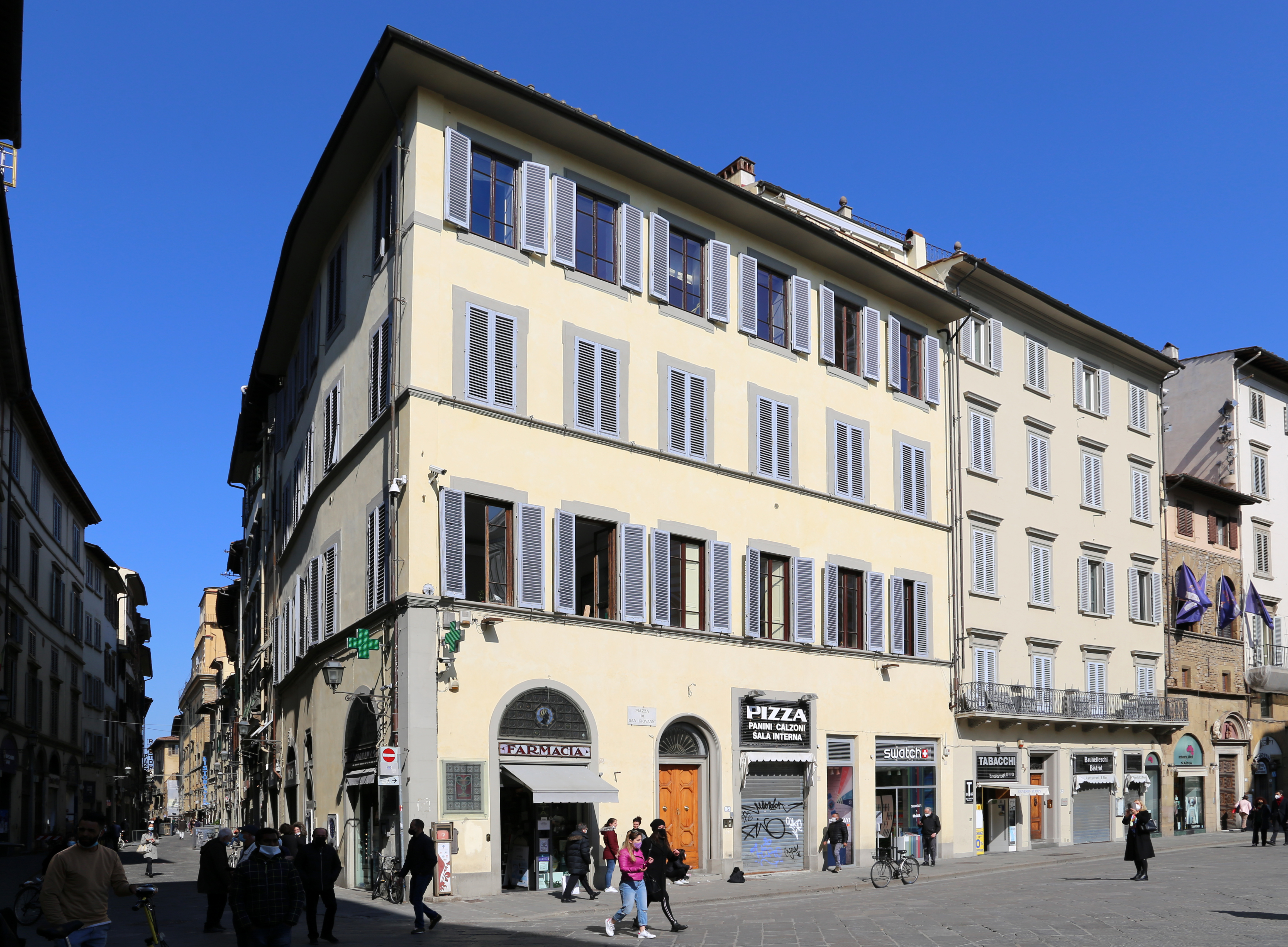
L'imbocco della via in piazza San Giovanni

Il nome "borgo" è indice che la strada era una direttrice che usciva da una porta cittadina dell'antica cerchia muraria romana, infatti presso il palazzo Arcivescovile si trovava l'antica Porta al Vescovo. Quando la vicina basilica di San Lorenzo venne inglobata nelle mura, la porta venne spostata più avanti dove inizia via de' Ginori, e questa direttrice inglobata nel nucleo cittadino. In antico, e fino a tempi recenti, la strada era molto trafficata; ora è riservata al traffico pedonale. Si è anche pensato che l'antico "borgo San Lorenzo" fosse in realtà un viuzzo un po' più a ovest, poi accecato, oggi rintracciabile in una serie di corti interne nelle case tra piazza San Lorenzo e via dei Cerretani (all'altezza dell'odierna Libreria Seeber), il quale sbucava più a ridosso della gradinata della basilica. Con due aperture a volta, una in via Cerretani e l'altra in piazza San Lorenzo, il borgo potrebbe essere stato doppio, e diventare doppiamente mercantile.
Nella pianta del Buonsignori si nota inoltre come innestasse sulla strada un tratto scomparso della via dei Biffi, chiuso per costruire l'ampio collegio Gesuitico a fine del Cinquecento.
Al numero 4 una grande targa con busto e bassorilievi ricorda Giuseppe Dolfi, patriota amico di Mazzini e Garibaldi. Poco più avanti un'altra ricorda il soggiorno di Michel de Montaigne nell'antica locanda dell'Agnolo, oggi un ristorante; vi risiedette per un certo periodo anche Alessandro Tassoni, autore modenese della Secchia rapita. Sul lato ovest la porta di un'antica locanda è decorata da un singolare bassorilievo con un grande pesce, frutta e un bicchiere.
Poco prima di piazza San Lorenzo si incontrano a destra i resti della torre dei Rondinelli, inglobata da Bartolomeo Ammannati nel convento dei Gesuiti di San Giovannino. Su questa torre nel Settecento padre Leonardo Ximenes sistemò un osservatorio tutt'oggi esistente: l'Osservatorio Ximeniano. In fondo, presso l'angolo dove s'alza la torre dei Marignolli si trova il Canto alla Paglia, per il mercato che vi si faceva di questo importante materiale al tempo delle bestie da sella, da basto e da tiro.
In via Borgo San Lorenzo è presente il Consolato del Senegal.

### Edifici
| Img | N°    | Nome                                               | Descrizione |
| --- | ----- | -------------------------------------------------- | --- |
|     | 1r-3r | Torre dei Marignolli                               | L'edificio ingloba notevoli resti della casa medioevale dei Marignolli e, nella zona della cantonata, della loro torre trecentesca, ampiamente integrati anche nella porzione in pietre a vista, dove furono riposizionati ferri da cavallo e da bandiera in occasione di un intervento di ripristino delle facciate documentato al 1933-1937, teso a enfatizzare il carattere antico della fabbrica. |
|     | 1     | Palazzina                                          | L'edificio, che ospita tra l'altro il consoltato della Repubblica del Senegal, è noto per ospitare sul tetto una grande e ormai storica insegna pubblicitaria della Martini & Rossi, visibile da piazza San Giovanni. Vi accenna anche il Bargellini, per cui risale almeno a prima del 1978. |
|     | 2     | Casa Nardi di Vaglia-Farmacia all'Insegna del Moro | Si tratta di un edificio con un fronte settecentesco di disegno corrente (quattro piani per cinque assi sul borgo, sei sulla piazza) che mostra, dalla parte di borgo San Lorenzo, sulla chiave di volta della porta, uno scudo con l'arme dei Nardi di Vaglia (d'azzurro, al monte di sei cime d'oro, cimato da un crescente montante d'argento, posto in mezzo a tre stelle a otto punte, 1.2), che nel XVIII secolo avevano la proprietà dell'edificio. La notorietà del luogo è tuttavia dovuta alla presenza di una spezieria poi farmacia nei locali aperti sul canto (come d'altra parte accade ancora oggi), già tenuta fin dal 1521 da Anton Francesco Grazzini, detto il Lasca. L'antica denominazione della farmacia (spezieria del Saracino o del Moro) spiega la testa di moro che appare sulla rosta di quello che era un ingresso all'edificio. Altre teste di identico carattere ricorrono sui vetri del locale, mentre all'interno è una grande lapide (con epigrafe già trascritta e commentata da Francesco Bigazzi) che ricorda l'uomo illustre. |
|     | 4     | Casa Dolfi                                         | La casa appartenne in antico ai Cini, poi fu comprata dai frati della Santissima Annunziata ed infine dai Dolfi, ai quali appartenne almeno fino al 1912. L'edificio è, per quanto riguarda il fronte, modesto ma segnato al centro da una vera e propria composizione architettonica costituita da un ampio fregio con bassorilievi, interrotto al centro per fare spazio a un busto su mensola. Tale profusione di memorie ricorda come qui abitasse il fornaio, patriota e massone Giuseppe Dolfi, figura di riferimento durante la pacifica rivoluzione del 27 aprile 1859, e come qui avessero presso di lui trovato sicura ospitalità, in più occasioni (1860, 1862, 1866 e 1867), Giuseppe Mazzini e Giuseppe Garibaldi (questi i temi trattati nei bassorilievi). |
|     | 3     | Casa della Campana                                 | L'edificio presenta un fronte dal carattere sufficientemente corrente, con un alto stemma in terracotta della famiglia degli Uberti, forse moderno. Nell'androne, a riscattarlo dall'anonimato, è una memoria che ne ricorda i differenti usi nel tempo: "antico carcere, convento, albergo, sotto il governo granducale posta del cavalli...". A quest'ultima destinazione, documentata ancora a metà Ottocento, risale la sua denominazione tradizionale, per la presenza di una insegna a campana che, esterna all'edificio, segnalava la presenza del servizio, sia pubblico sia privato. Negli anni di Firenze Capitale (1865-1871) l'edificio fu sede (al secondo piano) dell' "Uffizio Speciale del Genio Civile pel servizio dei Fabbricati Civili e Demaniali". Risalgono a questi anni modesti lavori negli interni realizzati dall'ingegner Luigi Boccini dipendente da Francesco Mazzei. |
|     | 10    | Casa                                               | Si tratta di un casamento di tre piani rialzati, con due grandi fondi commerciali introdotti da apertura ad arco e un più piccolo portale, che dà accesso all'androne con la scala per i piani superiori, sormontato da un mascherone, riferibile forse al XIX secolo. |
|     | 24    | Locanda dell'Agnolo                                | La casa è ricordata da Federico Fantozzi come casa Pieralli con la seguente annotazione: "È questa la casa ove fu la rinomata osteria dell'Agnolo, e nella quale alloggiò l'anno 1580 il Montaigne, ed in altra epoca l'autore della Secchia rapita, Alessandro Tassoni, con molti altri insigni soggetti che troppo lunga e forse impossibil cosa sarebbe il noverare. Sembra che questa osteria fosse di antichissima origine, trovandola rammentata al catasto del 1427, Gonfalone Leon d'Oro, Quartiere S. Giovanni, c. 1389, nella portata di Fede di Giovanni del Fede". Attualmente la casa (con un fronte riconfigurato nell'Ottocento) è segnata con una targa a ricordo della permanenza a Firenze di Michel Eyquem de Montaigne. Nonostante la fama della locanda, nel suo Journal il giudizio di Montaigne sull'alloggio è oltremodo severo: "qui non hanno che certe piccole alcove con dei miseri baldacchini, uno per lo più in ogni camera e, sotto, una carriola; e chi non amasse dormire sul duro starebbe fresco". Più in alto si vede uno stemma con grifone, probabilmente della famiglia Martelli, che possedeva molti edifici in questa zona (si veda via de' Martelli). |
|     | 11    | Casa                                               | La casa, di cinque piani su tre assi, mostra una facciata riconfigurata nel secondo decennio del Novecento, con una profusione di elementi (anche se di fattura corrente) che in parte attingono al repertorio floreale e dall'altra si aprono a suggestioni secessioniste, come accade con i mascheroni di impronta coppedeiana. Sulla porta di ingresso è una iscrizione che data la facciata al 1915. Sebbene danneggiata, è stata ripristinata con un calco in uno degli angoli a fine degli anni 2010. |
|     | 13    | Casa del Capitolo di San Lorenzo                   | La casa (che per la sua estensione sarebbe più appropriato definire casamento) presenta un fronte organizzato su sette assi e quattro piani più un mezzanino, frutto di una riconfigurazione attuata tra Sette e Ottocento, comunque privo di elementi architettonici distintivi. Della sua proprietà reca memoria un pietrino posto a chiave dell'arco del portoncino centrale, recante l'insegna del Capitolo di San Lorenzo (una graticola sormontata da due palme) a documentare - per un certo periodo della sua storia - l'appartenenza della casa al patrimonio immobiliare dell vicino complesso religioso. |
|     | 17    | Casa del Capitolo di San Lorenzo                   | L'edificio si presenta attualmente come un esteso casamento, con il fronte riconfigurato nel corso dell'Ottocento e organizzato su cinque assi per quattro piani. Vista la non omogeneità degli interassi (che in buona sostanza presentano una successione di 2 + 2 + 1) si può facilmente immaginare come l'immobile si sia determinato nella sua attuale configurazione per accorpamento di tre antiche case a schiera. Di questa trasformazione e della sua antica storia dicono tra l'altro due pietrini posti sul fronte e recanti l'insegna di San Lorenzo (una graticola sormontata da due palme) a documentare come già le più antiche case appartenessero al patrimonio immobiliare della vicina basilica. A questa, d'altra parte, un tempo erano riconducibili anche altri edifici posti da questo lato della via e altri ancora con diversa ubicazione: uno dei due pietrini (l'altro, decisamente abraso, non consente una chiara lettura) reca d'altra parte il numero 18 in caratteri arabi, da interpretare come numero d'ordine dell'immobile nel registro delle possessioni della chiesa. Inoltre, al 47 rosso, presenta una porta decorata da un bassorilievo con un pesce e altre portate. Siccome conduce a un locale interrato, doveva trattarsi di una "buca" usata come luogo di ristorazione verosimilmente nella prima metà del Novecento o nel secondo Dopoguerra. |
|     | 38r   | Edificio                                           | Qui sbucava il tratto finale della via de' Biffi, chiuso in occasione degli ampliamenti, a inizio del Seicento, del collegio gesuitico, oggi più noto come collegio degli Scolopi affacciato su via de' Martelli. A ricordo di tale erezione esiste ancora oggi uno stemma gesuita col sole raggiante. |
|     | 26    | Torre dei Rondinelli e Osservatorio Ximeniano      | Su questo lato della fabbrica già del complesso del convento di San Giovannino si legge parte dell'apparecchio murario dell'antica torre dei Rondinelli, riportato alla luce forse in occasione di un intervento di riordino della facciata documentato al 1940. L'antico edificio fu incorporato a seguito degli acquisti da parte della Compagnia di Gesù delle case e botteghe che erano in quest'area, su progetto di Bartolomeo Ammannati e quindi con la direzione dei lavori di Alfonso Parigi il Vecchio. In cima alla torre, dove corrono le terrazze, è il famoso osservatorio astronomico Ximeniano (dal nome del suo fondatore, il trapanese d'origine spagnola padre Leonardo Ximenes), fondato nel 1756 e successivamente diretto dai padri Scolopi. Dall'ingresso (al lato del quale una targa ricorda come qui sia stata anche la scuola media Fratelli Rosselli) si accede attualmente al laboratorio di climatologia urbana. |

### Lapidi
Dentro la Farmacia all'Insegna del Moro:
| IN QUESTA OFFICINA GIÀ DEL SARACINO OR DEL MORO FIN DAL M.D.XXXI FU FARMACISTA A. F. GRAZZINI DA STAGGIA LEGGIADRO POETA COMMEDIOGRAFO E NOVELLIERE CHE QUIVI ACCOLTI A SUA CURA PRECIPUA MACCHIAVELLI MAZZUOLI DA STRADA E LO ZANCHINO CON ALTRI DI QUEI DOTTI IN LIETI CONVEGNI L'ACCADEMIA DEGLI UMIDI DI POI FIORENTINA FONDATA LE CUI DETTE INCRUSCATE ADUNANZE IN QUELLE DELLA CELEBRE CRUSCA DI TRAMUSTARONO NELLE QUALI TUTTE EI TOLSE IL NOME DA IMPRESA OVE UNA LASCA GUIZZA DALL'ONDA A GHERMIRE INCAUTA FARFALLA |

Nell'androne della Casa della Campana:
| QUESTA CASA DETTA "LA CAMPANA" ANTICO CARCERE, CONVENTO, ALBERGO SOTTO IL GOVERNO GRANDUCALE POSTA DEI CAVALLI DAL 1860 AL 1891 PROPRIETÀ DEMANIALE DEL REGNO D'ITALIA SERVÌ ALLA DIREZIONE DEI TELEGRAFI E ALLA REGIA DEI TABACCHI NEL 3 APRILE 1891 COI PROVENTI DI COSTANTE INDEFESSO LAVORO ACQUISTATA E RIDOTTA ALL'USO ATTUALE DAI CONIUGI GIUSEPPE E PETRONIALLA SORIA SETTEMBRE 1909 |

Nello stesso androne due altre lapidi simili per forma e dimensione ricordano i restauri all'edificio del 1962-1972 e la dimora del prof. Luigi Tonelli. 
| QUI VISSE DAL 1963 AL 2006 IL PROF. LUIGI TONELLI MAESTRO DI VITA PER I SUOI FIGLI MAESTRO DI CHIRURGIA PER I SUOI ALLIEVI |

| CON COSTANTE E ATTENTO IMPEGNO LUIGI E MARIALAURA TONELLI RESTAURAVANO DAL 1962 AL 1973 |

Sulla Casa Dolfi:
| IN QUESTA CASA DOVA ABITÒ IL POPOLANO GIUSEPPE DOLFI CONVENNERO PATRIOTI GENEROSI DA OGNI PARTE DEL MONDO CIVILE GIUSEPPE MAZZINI E GIUSEPPE GARIBALDI VI EBBERO FIDA OSPITALITÀ IN VARIO TEMPO 1860 _ 1866 _ 1867 A PROMUOVERE LA FECONDA ARMONIA DEL PENSIERO E DELL'AZIONE |

| QUI ABITÒ GIUSEPPE DOLFI E VI MORÌ IL DÌ 26 LUGLIO 1869 PER ONORARE LA MEMORIA DEL VIRTUOSO POPOLANO CHE LA MODESTA VITA DEDICÒ ALLA CAUSA DELLA LIBERTÀ LA FRATELLANZA ARTIGIANA IL MUNICIPIO DI FIRENZE ANNUENTE QUESTA LAPIDE PONEVA IL DÌ 3 LUGLIO 1870. |

Una piccola placca ricorda il restauro del memoriale esterno nel 2008.
Sull'edificio della Locanda dell'Agnolo:
| IN QUESTA CASA DOVE ERA L'ANTICA LOCANDA DELL'AGNOLO NEL 1580 E NEL 1581 SOGGIORNÒ MICHEL DE MONTAIGNE |

L'osservatorio Ximeniano è ricco di lapidi interne. Il repertorio Bargellini-Guarnieri riporta parzialmente quella dedicata a Filippo Cecchi, ma ve ne sono anche dedicate a Leonardo Ximenes, a Giovanni Ricasoli Firidolfi, alle osservazioni astronomiche col telescopio.

### Tabernacoli

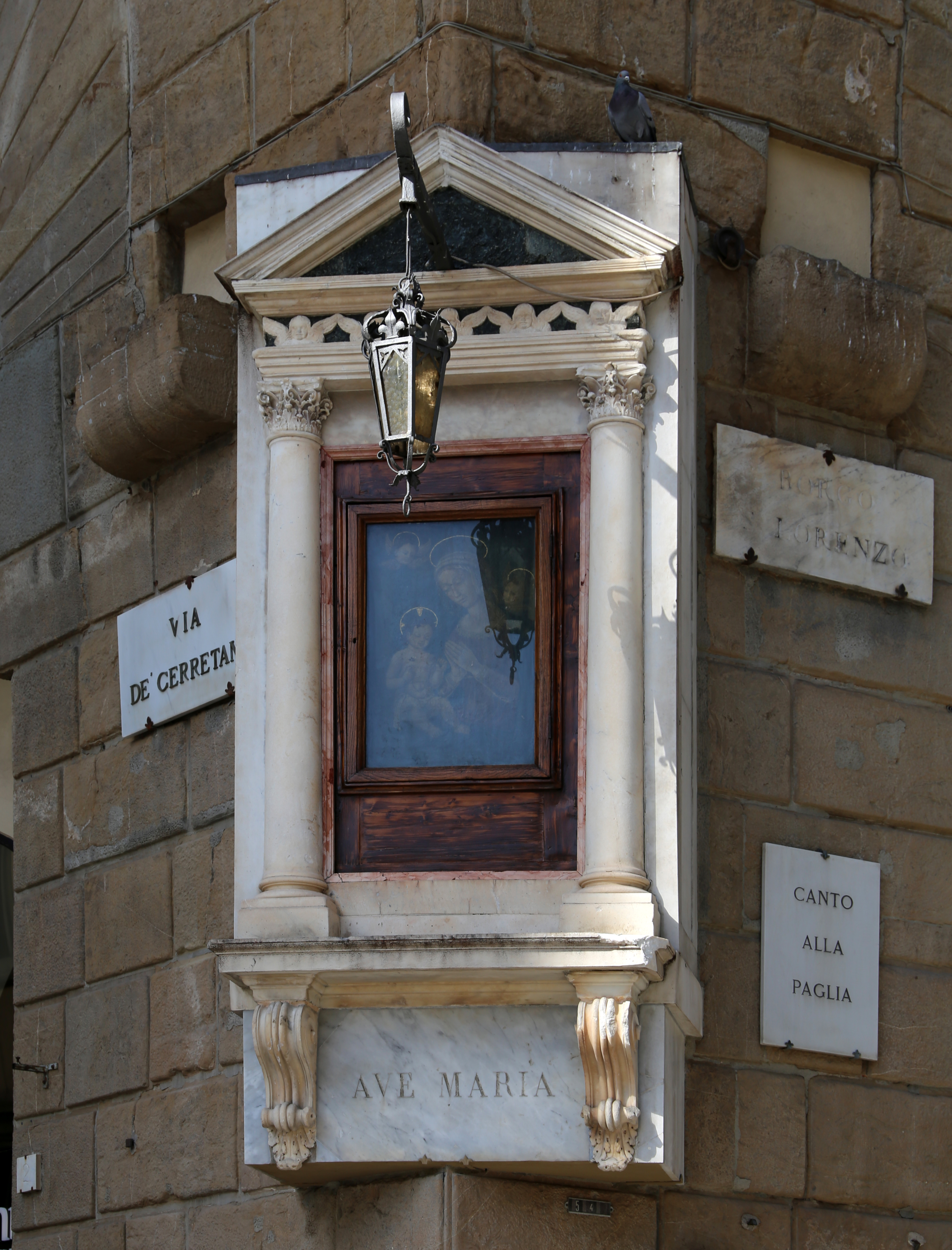
Il tabernacolo del Canto alla Paglia

L'unico tabernacolo sulla strada è quello in angolo con via dei Cerretani, sulla torre dei Marignolli. In passato si trova descritto coi nomi di tabernacolo del Canto alla Paglia, o dei Marignolli, o ancora della Torre rotonda (con riferimento a una distrutta torre dell'antichissima cerchia muraria che qui si trovava a difesa della porta Pretoria/Aquilonia/del Vescovo, i cui resti furono confermati dagli scavi del 1895).
Si tratta di un'edicola con una tavola tardo quattrocentesca raffigurante la Madonna col Bambino e angeli (restaurata nel 1995 dalla scuola Lorenzo de' Medici e avvicinata alla maniera di Cosimo Rosselli) con una cornice in marmo di fattura ottocentesca, per quanto ispirata a modelli quattrocenteschi (con frontone triangolare e architrave decorata da cherubini intarsiati sul marmo verde, e base con scritta "Ave Maria"). Le lastre inferiori del tabernacolo vennero interessate da un crollo nel 2018: sebbene poi rimesse a posto e restaurate qualche anno dopo, alcune mostrano ancora i segni di tale incidente.
Esisteva anche un tabernacolo in angolo con piazza San Lorenzo, raffigurante un profilo della Vergine annunciata scolpito a rilievo, che andava probabilmente a sostituire un'edicoila più antica, come farebbe pensare la profonda mensola di base. Tale immagine è scomparsa tra il 2018 e il 2019, forse col progetto di restaurare la parte lesionata, ma adesso, a distanza di anni, resta solo una rientranza vuota nello spigolo dell'edificio. 

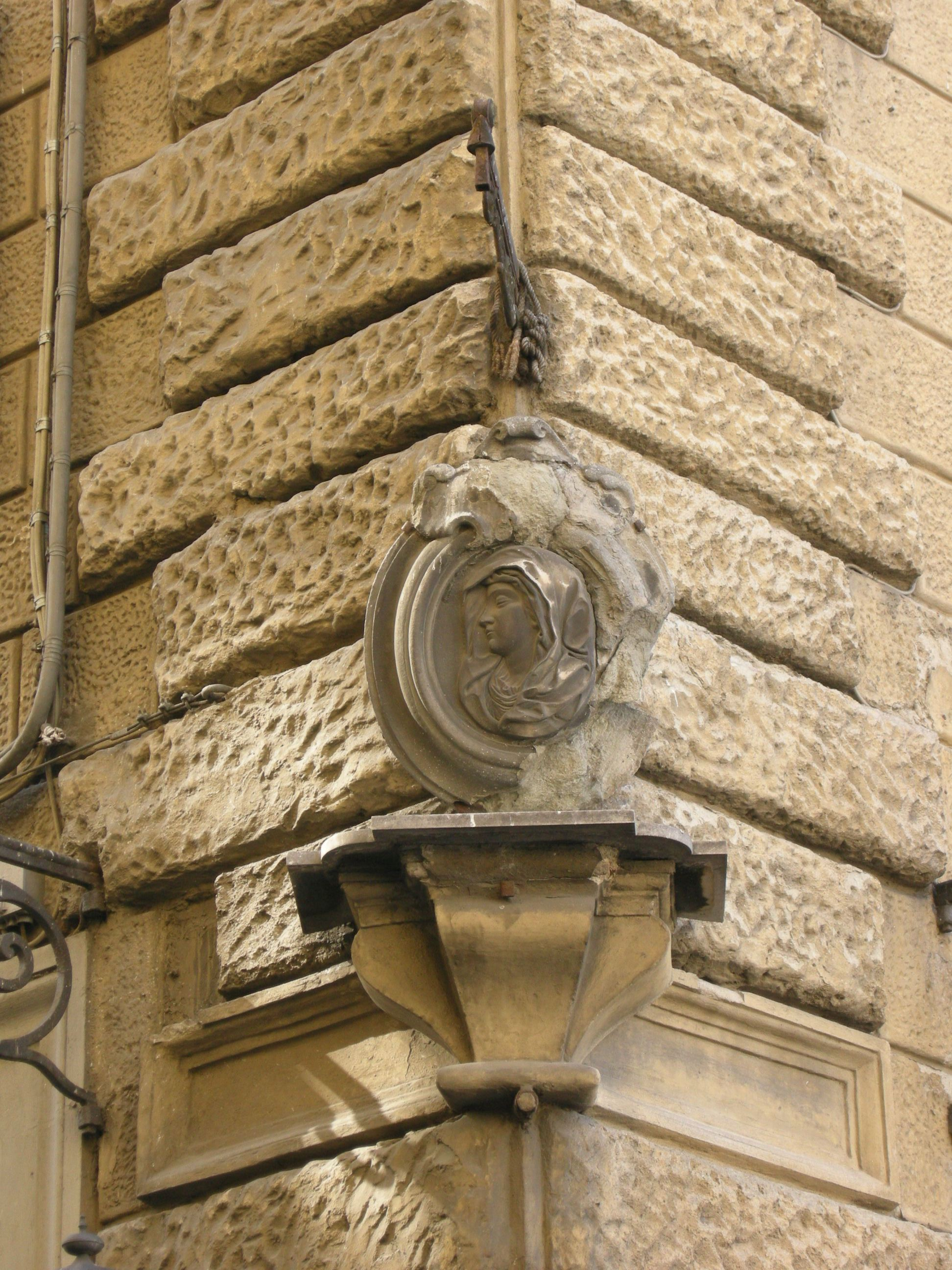
Il tabernacolo di piazza San Lorenzo prima del 2018
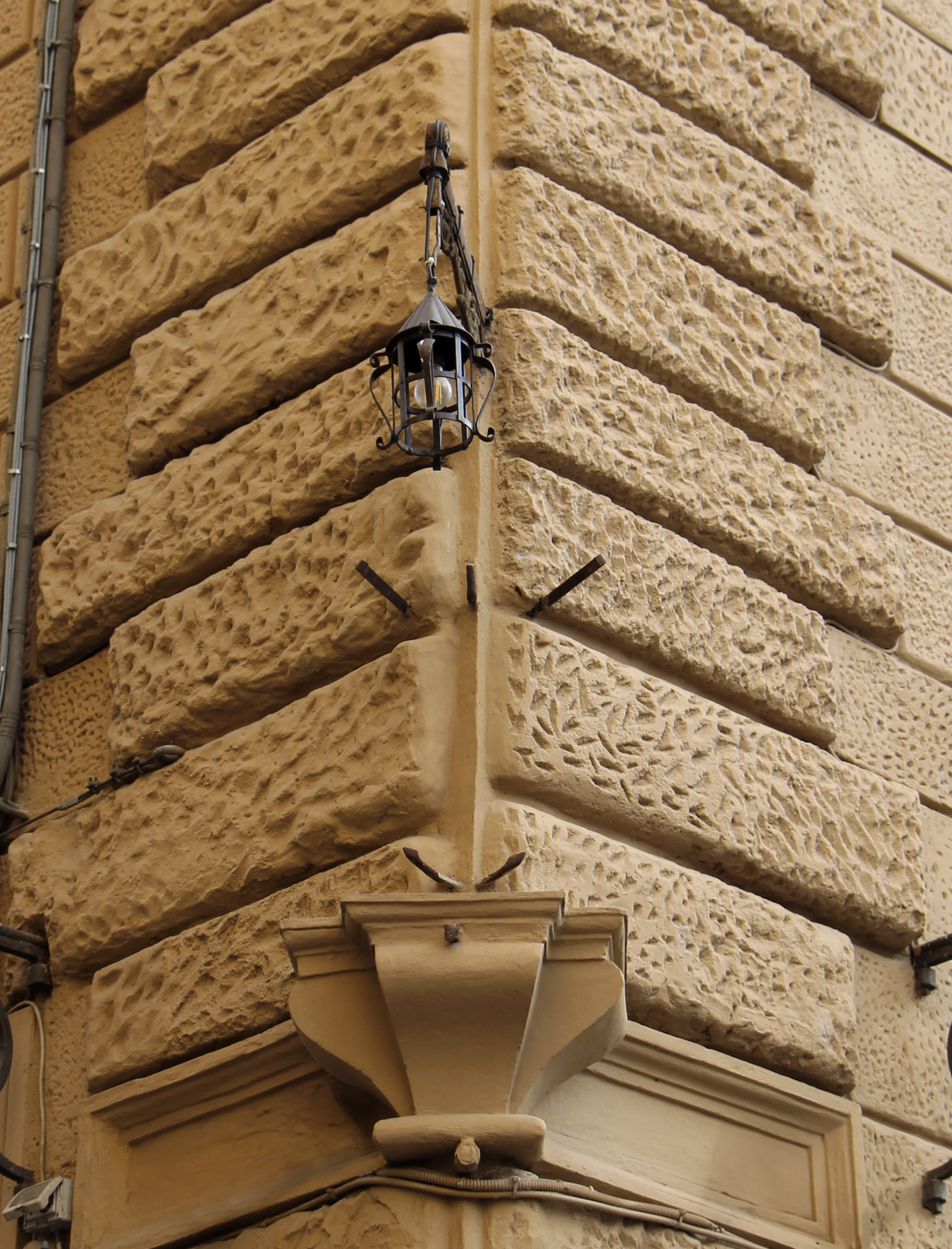
La nicchia vuota oggi